# Темрюцький район
Темрюцький район — район Краснодарського краю. Розташований на Таманському півострові і омивається відразу двома морями: Чорним і Азовським, а також водами Керченської протоки. По суші межує із Слов'янським, Кримським і Анапським районами, має на заході морський кордон з Україною. Більша частина його площі зайнята плавнями, лиманами, єриками.

## Адміністративний поділ
Район адміністративно поділяється на 1 міське та 11 сільських поселень, які об'єднують 1 місто та 37 сільських населених пунктів:
| Поселення                           | Площа, км² | Населення, осіб (2010) | Центр            | Населені пункти |
| ----------------------------------- | ---------- | ---------------------- | ---------------- | --------------- |
| Темрюцьке міське поселення          | -          | 38836                  | Темрюк           | 3               |
| Ахтанізовське сільське поселення    | -          | 4690                   | Ахтанізовська    | 3               |
| Вишестеблієвське сільське поселення | -          | 5767                   | Вишестеблієвська | 2               |
| Голубицьке сільське поселення       | -          | 5083                   | Голубицька       | 1               |
| Запорозьке сільське поселення       | -          | 6636                   | Запорозька       | 8               |
| Краснострільське сільське поселення | -          | 6841                   | Стрілка          | 2               |
| Курчанське сільське поселення       | -          | 11060                  | Курчанська       | 3               |
| Новотаманське сільське поселення    | -          | 5058                   | Таманський       | 4               |
| Сінне сільське поселення            | -          | 5837                   | Сінний           | 3               |
| Старотітаровське сільське поселення | -          | 12164                  | Старотітаровська | 1               |
| Таманське сільське поселення        | -          | 10576                  | Тамань           | 2               |
| Фонталовське сільське поселення     | -          | 5356                   | Фонталовська     | 4               |

### Найбільші населені пункти
| №  | Населений пункт     | Населення, осіб (2010) |
| -- | ------------------- | ---------------------- |
| 1  | Темрюк              | 38 046                 |
| 2  | Старотітаровська    | 12 164                 |
| 3  | Тамань              | 10 027                 |
| 4  | Курчанська          | 6 600                  |
| 5  | Голубицька          | 5 083                  |
| 6  | Стрілка             | 4 967                  |
| 7  | Вишестеблієвська    | 3 779                  |
| 8  | Сінний              | 3 735                  |
| 9  | Ахтанізовська       | 3 254                  |
| 10 | Світлий Путь Леніна | 2 660                  |

## Географія
Береги двох морів простяглись на 250 км, утворюючи понад 200 км піщаних і дрібночерепашкових пляжів. Найвідоміші курортні містечка району — селища Тамань, Сєнной, Пересип, Кучугури, Ілліч, а також Голубицька коса, миси Тузла і Залізний Ріг.
Клімат помірний, перехідний від морського до континентального, а кількість сонячних днів в році перевищує 235. Завдяки таким умовам, купальний сезон починається в середині травня і триває до початку жовтня.
У районі розташовані найбільші родовища лікувальних сульфідних (сірководневих) сопкових псевдовулканічних мінеральних грязей і водних джерел. Перші вулкани утворилися на Тамані 12-18 мільйонів років тому, і з тих часів свою діяльність не припиняли. Найвідоміші Ахтанізовська сопка і Карабєтова гора.
На території району знаходиться Тамансько-Запорозький заказник — зоологічний заказник федерального значення.

## Історія
На території сучасного району у давнину існували поселення, у тому числі відома Гермонасса-Тмутаракань, різний час терен контролювався Боспорським царством, Візантією, Хозарією, Тмутараканським князівством, Генуєю, Кримом і Османською імперією.
У XVIII столітті територія району увійшла до складу Російської імперії. У 1792 тут були засновані поселення чорноморських козаків. Територія району входила в Таманський (пізніше названий Темрюцьким) відділ Кубанської області.
Темрюцький район засновано у 1924. 1963 — 12 січня 1965 територія Темрюцького району входила до складу об'єднаного Анапського району.
День району святкується щорічно 9 жовтня.

## Економіка
Добре розвинене виноградарство і виноробство. Такі господарства, як «Фанагория» (сел. Сінне), «Кубаньвино» (ст. Старотітарівська), а також не такі відомі в Росії, але не поступливі за якістю продукції винарні станиць Вишестеблієвської, Запорізької, Таманської, Ахтанізовської, Фонталовської, Курганної, селища Янтар тощо — виробляють понад 80 найменувань вин.

## Ресурси Інтернету
Темрюцький район (рос.)